# Mielkendorf
Mielkendorf – miejscowość i gmina w Niemczech, w kraju związkowym Szlezwik-Holsztyn, w powiecie Rendsburg-Eckernförde, wchodzi w skład urzędu Eidertal. Do 31 maja 2023 wchodziła w skład urzędu Molfsee.